# Großsteingrab Werpeloh II
Großsteingrab Werpeloh II (ook wel Großsteingrab in den Klöbertannen genoemd) is een hunebed dat behoort tot de Straße der Megalitkultur. Het is genummerd met Sprockhoff-Nr. 823 en ligt in een bos ten noordwesten van Werpeloh, Samtgemeinde Sögel in Landkreis Emsland, Nedersaksen. Het hunebed werd opgericht tussen 3500 en 2800 v.Chr. en wordt toegeschreven aan de trechterbekercultuur.

## Kenmerken
Van de oorspronkelijk 40 draagstenen zijn er nog 22 in situ. Van de oorspronkelijke 14 dekstenen missen er vier. De meeste zijn in de kamer gestort. De grootste deksteen (3,1 bij 1,9 meter groot) ligt over de toegang en is bijna rechthoekig. 
De kamer is oost-west georiënteerd en is ongeveer 16,5 meter lang en 1,8 tot 2,3 meter breed. De toegang ligt in het midden van de zuidelijke zijde. Van de ovale krans van ongeveer 27,5 bij 7,5 meter zijn nog maar enkele stenen bewaard gebleven (aan de zuidelijke zijde). 
Het gaat om een ganggraf van het type Emsländische Kammer. Sinds de vastlegging van dit hunebed in 1926 is er een steen verdwenen. Bijzonderheid is dat twee draagstenen te kort waren. De bouwers hebben een zwerfsteen op de draagsteen geplaatst om het verschil in lengte op te lossen.

## Omgeving
In de omgeving liggen diverse hunebedden, zoals het Steenhus von Werpeloh (Sprockhoff-Nr. 822), het Großsteingrab Werpeloh III (Sprockhoff-Nr. 824).

## Weblinks
- Kurzbeschreibung und Bilder
- Voraussetzungen, Struktur und Folgen von Siedlung und Landnutzung zur Zeit der Trichterbecher- und Einzelgrabkultur in Nordwestdeutschland